# Kosva
Kosva nebo Velká Kosva (rusky Косьва nebo Большая Косьва) je řeka převážně v Permském kraji s prameny ve Sverdlovské oblasti v Rusku.
Je dlouhá 283 km. Povodí řeky je 6300 km².

## Průběh toku
Protéká převážně po západních svazích Středního Uralu. Ústí do Kamské přehradní nádrže jako levý přítok Kamy.

## Vodní režim
Vodní režim řeky se vyznačuje výraznou jarní povodní, letními a podzimními dešťovými povodněmi a stabilním nízkým vodním stavem. Zastoupení roztátého sněhu v ročním odtoku se odhaduje na 60%. Průměrný roční průtok vody ve vzdálenosti 11 km od ústí činí přibližně 90 m³/s. Odhad stoleté vody je 2 000 m3/s.
Zamrzá v listopadu a rozmrzá ve druhé polovině dubna až v květnu.

## Využití
Na řece leží město Gubacha a také Širokovská vodní elektrárna s přehradní nádrží. V povodí řeky se nachází Kizelovský uhelný revír.